# 劉肯堂
劉肯堂（？年—1832年8月12日），字月漁，江西新淦縣人，監生，清代四川知縣。

## 生平
- 嘉慶十三年七月，以捐足分發知州按本班留川補用[2]
- 嘉慶十四年（1809年），任四川鄰水縣知縣[3]
- 嘉慶十八年（1810年），署新津縣知縣[4]
- 嘉慶十九年（1814年），署新寧縣知縣[5]
- 嘉慶二十二年（1817年），署西充縣知縣[6]
- 道光元年，署金堂縣知縣[7]
- 道光三年（1823年），署高縣知縣[8]
- 道光六年（1826年），任灌縣知縣[9]
- 道光年間，任天全州知州[10]
- 道光九年八月（1829年），補簡州知州[11][12][13][14][15]
- 道光十二年七月十七日，委辦後藏糧務，運送餉銀赴西藏，因沿途護解餉銀晝夜焦急，積慮成疾，在碩板多汛屬浪吉宗地方病故。因加給腳價賞需，雇用人夫揹運，挪用餉銀，將其寓所資財暨江西原籍財產一併查封備抵[16][17]